# 333579 Rachelfunk
333579 Rachelfunk è un asteroide della fascia principale interna. Scoperto nel 2006, presenta un'orbita caratterizzata da un semiasse maggiore pari a 2,462506 UA e da un'eccentricità di 0,159224, inclinata di 11,396281° rispetto all'eclittica.
Rachel C. Funk è un membro americano dell'OSIRIS-REx Curation Team presso il Johnson Space Center della NASA. È specializzata nella manipolazione di campioni extraterrestri e ha lavorato con diversi tipi di astromateriali. Rachel ispira altri ad appassionarsi alla scienza e all'esplorazione spaziale.